# Analytická geometrie
Analytická geometrie (také souřadnicová geometrie nebo kartézská geometrie) je část geometrie, která zkoumá geometrické útvary v euklidovské geometrii pomocí algebraických a analytických metod.
V analytické geometrii jsou geometrické útvary v prostoru vyjadřovány čísly a rovnicemi ve zvolených souřadnicových soustavách. Mnohé problémy analytické geometrie jsou úzce svázány s lineární algebrou.

## Historie
Za zakladatele analytické geometrie je považován René Descartes, který publikoval základní metody v roce 1637 ve svém spisu La Géométrie.

## Analytická geometrie v Euklidovském prostoru
V euklidovském prostoru obvykle máme danou soustavu souřadnic {\displaystyle \{x_{1},x_{2},\ldots ,x_{n}\}} bodů i vektorů. Velikost vektoru {\displaystyle (v_{1},v_{2},\ldots ,v_{n})} je {\displaystyle {\sqrt {v_{1}^{2}+\ldots +v_{n}^{2}}}} a skalární součin vektorů {\displaystyle (v_{1},v_{2},\ldots ,v_{n})\cdot (w_{1},\ldots ,w_{n})=v_{1}w_{1}+\ldots v_{n}w_{n}}. Přímky jsou dány jako množiny {\displaystyle \{a+t\mathbf {v} ;\,t\in \mathbb {R} \}} kde a je bod a v vektor.
V dvourozměrném prostoru je navíc definována kružnice jako množina bodů v rovině, které mají stejnou vzdálenost od jednoho bodu {\displaystyle (x_{0},y_{0})} (středu kružnice). Její rovnice je {\displaystyle (x-x_{0})^{2}+(y-y_{0})^{2}=r^{2}}. Takto popsaný prostor, ve kterém můžeme definovat přímky, body, úhly a vzdálenosti pomocí rovnic a souřadnic, tvoří model pro euklidovské geometrie.

## Vzájemná poloha geometrických útvarů
Vzájemnou polohu geometrických útvaru popsaných rovnicemi lze obvykle určit z vlastností těchto rovnic, resp. z (ne)existence jejich řešení.

### Vzájemná poloha bodu akřivky
Bod může ležet buď mimo křivku, nebo na ní. 
Bod A leží na křivce p pokud dosazením souřadnic bodu do rovnice křivky získáme rovnost.
{\displaystyle A[x_{1},\ldots ,x_{n}],p(y_{1},\ldots ,y_{n})=0,A\in p\Leftrightarrow p(x_{1},\ldots ,x_{n})=0}

#### Vzájemná poloha bodu a přímky
Pokud bod leží na přímce, rozděluje ji takto na dvě polopřímky. Bod ležící mimo přímku s ní určuje jednu rovinu.

Obdobně jako u obecné křivky, bod A leží na přímce p pokud dosazením souřadnic bodu do rovnice přímky získáme rovnost.
{\displaystyle A[x_{1},\ldots ,x_{n}],p:a_{1}y_{1}+\ldots +a_{n}y_{n}+d=0,A\in p\Leftrightarrow a_{1}x_{1}+\ldots +a_{n}x_{n}+d=0}
Leží-li bod mimo přímku, je možno určit jejich vzájemnou vzdálenost.

#### Vzájemná poloha bodu a kružnice
Obecný bod může ležet
- uvnitř kružnice (vzdálenost středu kružnice a bodu je menší než poloměr)
- na kružnici (vzdálenost středu kružnice a bodu je rovna poloměru)
- vně kružnice (vzdálenost středu kružnice a bodu je větší než poloměr)

Vzájemnou polohu bodu a kružnice určuje tzv. mocnost {\displaystyle m} bodu ke kružnici. Máme-li kružnici určenou vztahem {\displaystyle {(x-x_{0})}^{2}+{(y-y_{0})}^{2}=r^{2}}, pak mocnost bodu {\displaystyle [x^{\prime },y^{\prime }]} k této kružnici se určí jako
{\displaystyle m={(x^{\prime }-x_{0})}^{2}+{(y^{\prime }-y_{0})}^{2}-r^{2}}
Pro {\displaystyle m=0} leží bod na kružnici, pro {\displaystyle m>0} leží bod vně kružnice a pro {\displaystyle m<0} uvnitř kružnice.

### Vzájemná poloha dvou přímek

#### V rovině
Rovnoběžky v rovině jsou přímky, které mají stejný směr a nemají žádný společný bod. Speciálním případem je totožnost. Dále různoběžky jsou přímky, které se protínají právě v jednom bodě – průsečíku. Ten je tedy jejich jediným společným bodem.
Dvě přímky v rovině se dají popsat jako množina bodů {\displaystyle x,y} splňujících rovnice
{\displaystyle y=k_{1}x+q_{1}}
{\displaystyle y=k_{2}x+q_{2}}
Podmínka rovnoběžnosti je {\displaystyle k_{1}=k_{2}}. Přímky jsou kolmé, pokud jejich směrnice {\displaystyle k_{1},k_{2}} splňují podmínku {\displaystyle k_{1}k_{2}+1=0}.
Průsečík dvou přímek získáme řešením této soustavy, čímž dostaneme souřadnice průsečíku
{\displaystyle x_{P}={\frac {q_{1}-q_{2}}{k_{2}-k_{1}}}\quad y_{P}={\frac {q_{1}k_{2}-q_{2}k_{1}}{k_{2}-k_{1}}}}

#### V třírozměrném prostoru
Rovnoběžky v prostoru jsou přímky, které mají stejný směr. Speciálním případem jsou totožné přímky. Dále různoběžky jsou přímky, které se protínají právě v jednom bodě, tedy mají právě jeden společný bod. Mimoběžky jsou přímky, které neleží ve stejné rovině a proto se neprotínají i když mají různý směr.
Dvě přímky mohou být zadané rovnicemi
{\displaystyle a_{1}x+b_{1}y+c_{1}z+d_{1}=0,\quad a_{2}x+b_{2}y+c_{2}z+d_{2}=0\quad }.
a
{\displaystyle a_{3}x+b_{3}y+c_{3}z+d_{3}=0,\quad a_{4}x+b_{4}y+c_{4}z+d_{4}=0\quad }
(předpokládejme, že první i druhá dvojice rovnic opravdu určuje přímku a ne rovinu nebo prázdnou množinu).
Tyto dvě přímky se protínají, pokud matice
{\displaystyle A={\begin{pmatrix}a_{1}&b_{1}&c_{1}&d_{1}\\a_{2}&b_{2}&c_{2}&d_{2}\\a_{3}&b_{3}&c_{3}&d_{3}\\a_{4}&b_{4}&c_{4}&d_{4}\end{pmatrix}}}
je singulární. Přímky jsou totožné, pokud tato matice má hodnost 2. Přímky jsou rovnoběžné, pokud matice tvořená prvními třemi sloupci A má hodnost 2.

### Vzájemná poloha dvou kružnic
Jako vzájemná poloha dvou kružnic se v geometrii označuje počet průsečíků a poloha dvou kružnic. Tato poloha je závislá na velikosti poloměrů jednotlivých kružnic {\displaystyle r_{1}}, {\displaystyle r_{2}} a vzdálenosti jejich středů s.
Kružnice

Vzájemné polohy dvou kružnic.

- jsou soustředné, pokud s = 0 (viz kružnice k a k1)
  - pokud zároveň {\displaystyle r_{1}=r_{2}}, pak jsou kružnice totožné a mají nekonečně mnoho společných bodů
  - v ostatních případech ({\displaystyle r_{1}\neq r_{2}}) nemají společný bod.
- nemají společný bod (menší kružnice leží celá uvnitř větší), pokud {\displaystyle 0<s<\left|r_{1}-r_{2}\right|} (viz kružnice k a k2)
- mají vnitřní dotyk, pokud {\displaystyle s=\left|r_{1}-r_{2}\right|} (viz kružnice k a k3)
- se protínají (mají 2 společné průsečíky), pokud {\displaystyle \left|r_{1}-r_{2}\right|<s<r_{1}+r_{2}} (viz kružnice k a k4)
- mají vnější dotyk, pokud s = r1 + r2 (viz kružnice k a k5)
- nemají společný bod (leží vně), pokud s > r1 + r2 (viz kružnice k a k6)

Jsou-li kružnice zadány svými rovnicemi, lze jejich vzájemnou polohu určit řešením odpovídající soustavy rovnic.

### Vzájemná poloha přímky a kružnice

Vzájemná poloha přímky a kružnice.

Vzájemná poloha přímky a kružnice (ležící v téže rovině) závisí na vzdálenosti s středu kružnice od přímky a poloměru {\displaystyle r}.
- {\displaystyle s>r}: přímka nemá s kružnicí žádný společný bod (tzv. vnější přímka kružnice nebo nesečna)
- {\displaystyle s=r}: přímka se nazývá tečnou ke kružnici a má s ní 1 společný bod dotyku
- {\displaystyle s<r}: přímka se nazývá sečna a má s kružnicí 2 společné body (průsečíky) a úsečka s krajními body v průsečících se nazývá tětiva (nejdelší tětiva je průměr)

Přímka tedy může kružnici protínat ve dvou, v jednom nebo v žádném bodě.
Mějme přímku zadanou směrnicovou rovnicí {\displaystyle y=kx+q} a kružnici se středem v počátku a rovnicí {\displaystyle x^{2}+y^{2}=r^{2}}, pak souřadnice průsečíků, které získáme řešením této soustavy rovnic, jsou
{\displaystyle \left[-{\frac {qk}{1+k^{2}}}\pm {\frac {1}{1+k^{2}}}{\sqrt {r^{2}(1+k^{2})-q^{2}}},\;{\frac {q}{1+k^{2}}}\pm {\frac {k}{1+k^{2}}}{\sqrt {r^{2}(1+k^{2})-q^{2}}}\right]}
O poloze přímky vzhledem ke kružnici rozhoduje člen {\displaystyle D=r^{2}(1+k^{2})-q^{2}}. Pro {\displaystyle D>0} protíná přímka kružnici ve dvou různých bodech (přímka je sečnou kružnice). Pro {\displaystyle D=0} mají přímka a kružnice společný právě jeden bod, tzn. přímka se kružnice pouze dotýká (přímka je tečnou kružnice). Pro {\displaystyle D<0} přímka kružnici neprotíná v žádném bodě (jde o tzv. vnější přímku kružnice).

### Vzájemná poloha dvou rovin v třírozměrném prostoru
Dvě různé roviny {\displaystyle \rho ,\sigma } v trojrozměrném prostoru, které mají společnou přímku {\displaystyle p}, se nazývají různoběžné a značí {\displaystyle \rho \nparallel \sigma }. Přímka {\displaystyle p} se nazývá průsečnice obou rovin {\displaystyle \rho } a {\displaystyle \sigma }.
Dvě různé roviny, které nemají v prostoru žádný společný bod anebo jsou identické (totožné), se označují jako rovnoběžné.
Pokud jsou roviny popsány rovnicemi {\displaystyle a_{1}x+b_{1}y+c_{1}z+d_{1}=0}
a {\displaystyle a_{2}x+b_{2}y+c_{2}z+d_{2}=0}, pak se protínají, pokud tyto dvě rovnice mají společné řešení, jsou rovnoběžné pokud nemají řešení a jsou totožné, pokud druhá rovina je násobkem první rovnice.